# Saint-Vincent-Rive-d'Olt
Pour les articles homonymes, voir Saint-Vincent.
Saint-Vincent-Rive-d'Olt est une commune française rurale, située dans le sud-ouest du département du Lot en région Occitanie. Les habitants de la commune sont les Saint-Vincentoises et les Saint-Vincentois. Elle est également dans le Quercy Blanc, une région naturelle correspondant à la partie méridionale du Quercy, devant son nom à ses calcaires lacustres du Tertiaire.
Exposée à un climat océanique altéré, elle est drainée par le Lot, le ruisseau de Bondoire, le ruisseau de Landorre et par un autre cours d'eau. La commune possède un patrimoine naturel remarquable composé de trois zones naturelles d'intérêt écologique, faunistique et floristique.
Saint-Vincent-Rive-d'Olt est une commune rurale qui compte 432 habitants en 2022, après avoir connu un pic de population de 1 354 habitants en 1831.  Elle fait partie de l'aire d'attraction de Cahors. Ses habitants sont appelés les Saint-Vincentois ou  Saint-Vincentoises.

## Géographie
Saint-Vincent-Rive-d'Olt est une commune française du Quercy située sur la rive gauche du Lot près de Luzech dont l'altitude moyenne est d'environ 110 mètres.
Saint-Vincent-Rive-d'Olt est à environ 16 km du parc régional des Causses du Quercy et à 19 km de Cahors.

### Communes limitrophes
Les communes limitrophes sont  Albas, Cambayrac, Douelle, Luzech, Parnac, Pradines et Trespoux-Rassiels.
| Luzech | Parnac                   | Douelle           |
| Albas  | Saint-Vincent-Rive-d'Olt | Pradines          |
|        | Cambayrac                | Trespoux-Rassiels |

### Hydrographie
Saint-Vincent-Rive-d'Olt bénéficie de deux ruisseaux, le Bondoire, qui descend de Cambayrac, passe par la place centrale et poursuit son chemin jusqu'au Lot, ainsi que les ruisseaux de Landorre, d'Auronne, de la Combre du Pesquié et de la Combre de l'Ile. Il permettait autrefois de faire fonctionner les moulins de la commune.

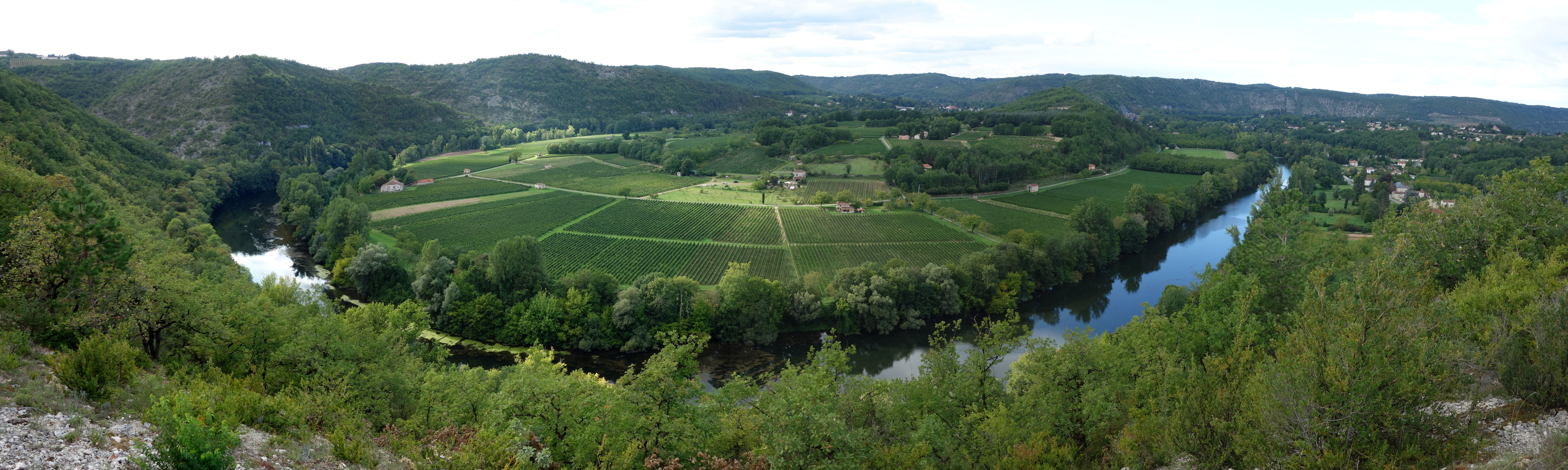
Le Lot près de Saint-Vincent-Rive-d'Olt

### Climat
Pour des articles plus généraux, voir Climat de l'Occitanie et Climat du Lot.
En 2010, le climat de la commune est de type climat océanique altéré, selon une étude s'appuyant sur une série de données couvrant la période 1971-2000. En 2020, Météo-France publie une typologie des climats de la France métropolitaine dans laquelle la commune est toujours exposée à un climat océanique altéré et est dans la région climatique Aquitaine, Gascogne, caractérisée par une pluviométrie abondante au printemps, modérée en automne, un faible ensoleillement au printemps, un été chaud (19,5 °C), des vents faibles, des brouillards fréquents en automne et en hiver et des orages fréquents en été (15 à 20 jours).
Pour la période 1971-2000, la température annuelle moyenne est de 12,4 °C, avec une amplitude thermique annuelle de 15,1 °C. Le cumul annuel moyen de précipitations est de 900 mm, avec 10,1 jours de précipitations en janvier et 6,4 jours en juillet. Pour la période 1991-2020, la température moyenne annuelle observée sur la station météorologique la plus proche, située sur la commune d'Anglars-Juillac à 8 km à vol d'oiseau, est de 13,5 °C et le cumul annuel moyen de précipitations est de 822,6 mm,. Pour l'avenir, les paramètres climatiques de la commune estimés pour 2050 selon différents scénarios d’émission de gaz à effet de serre sont consultables sur un site dédié publié par Météo-France en novembre 2022.

### Milieux naturels et biodiversité

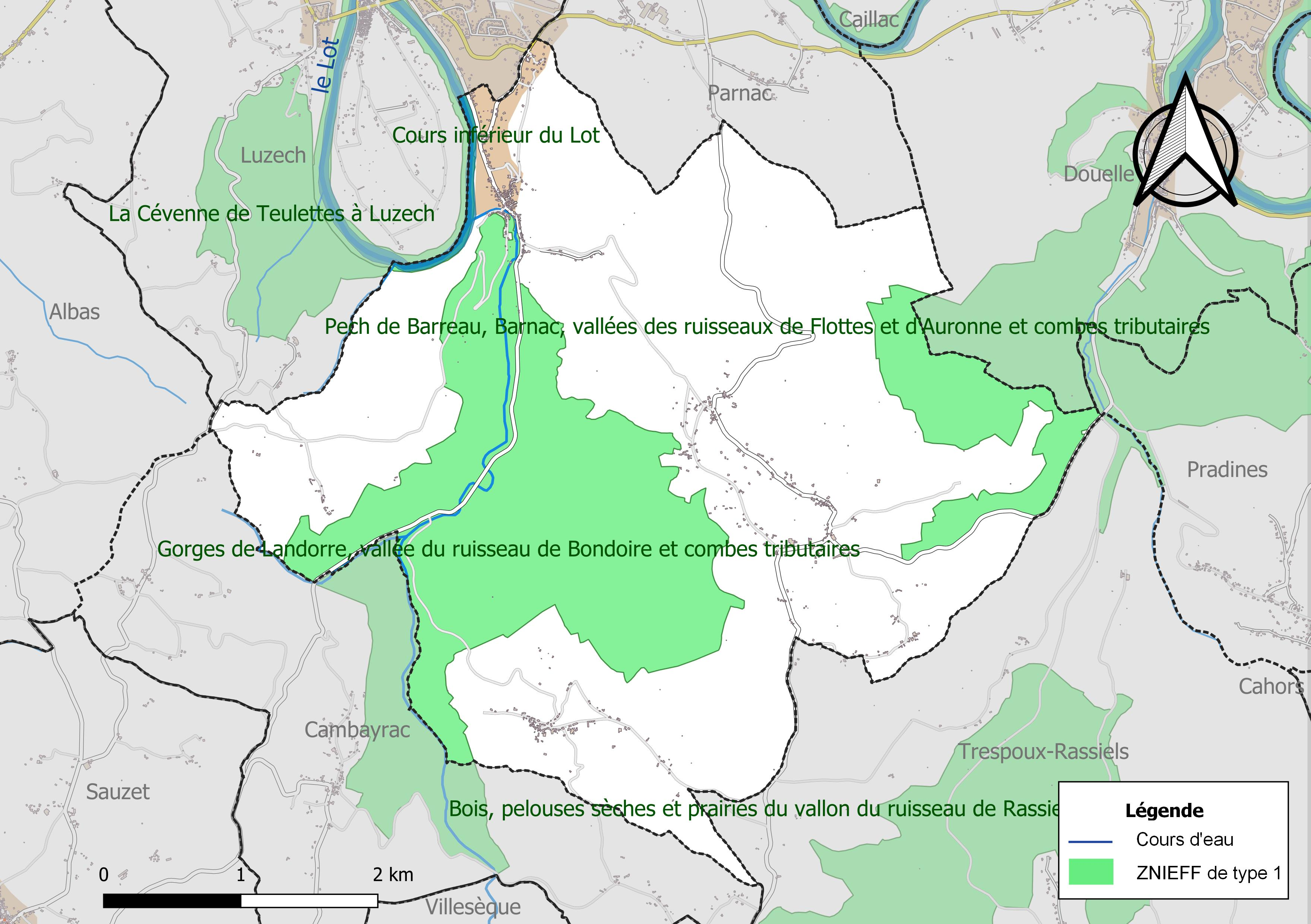
Carte des ZNIEFF de type 1 localisées sur la commune.

L’inventaire des zones naturelles d'intérêt écologique, faunistique et floristique (ZNIEFF) a pour objectif de réaliser une couverture des zones les plus intéressantes sur le plan écologique, essentiellement dans la perspective d’améliorer la connaissance du patrimoine naturel national et de fournir aux différents décideurs un outil d’aide à la prise en compte de l’environnement dans l’aménagement du territoire.
Trois ZNIEFF de type 1 sont recensées sur la commune :
- le « cours inférieur du Lot » (1 209 ha), couvrant 25 communes dont 23 dans le Lot et deux dans le Lot-et-Garonne[10] ;
- les « gorges de Landorre, vallée du ruisseau de Bondoire et combes tributaires » (614 ha), couvrant 2 communes du département[11],
- le « pech de Barreau, Barnac, vallées des ruisseaux de Flottes et d'Auronne et combes tributaires » (570 ha), couvrant 4 communes du département[12] ;

## Urbanisme

### Typologie
Au 1er janvier 2024, Saint-Vincent-Rive-d'Olt est catégorisée commune rurale à habitat dispersé, selon la nouvelle grille communale de densité à sept niveaux définie par l'Insee en 2022.
Elle est située hors unité urbaine. Par ailleurs la commune fait partie de l'aire d'attraction de Cahors, dont elle est une commune de la couronne,. Cette aire, qui regroupe 78 communes, est catégorisée dans les aires de 50 000 à moins de 200 000 habitants,.

### Occupation des sols
L'occupation des sols de la commune, telle qu'elle ressort de la base de données européenne d’occupation biophysique des sols Corine Land Cover (CLC), est marquée par l'importance des forêts et milieux semi-naturels (74,6 % en 2018), en diminution par rapport à 1990 (75,7 %). La répartition détaillée en 2018 est la suivante : 
forêts (38,9 %), milieux à végétation arbustive et/ou herbacée (35,7 %), cultures permanentes (12,6 %), zones agricoles hétérogènes (5,9 %), prairies (4,7 %), zones urbanisées (1,6 %), eaux continentales (0,6 %). L'évolution de l’occupation des sols de la commune et de ses infrastructures peut être observée sur les différentes représentations cartographiques du territoire : la carte de Cassini (XVIIIe siècle), la carte d'état-major (1820-1866) et les cartes ou photos aériennes de l'IGN pour la période actuelle (1950 à aujourd'hui).

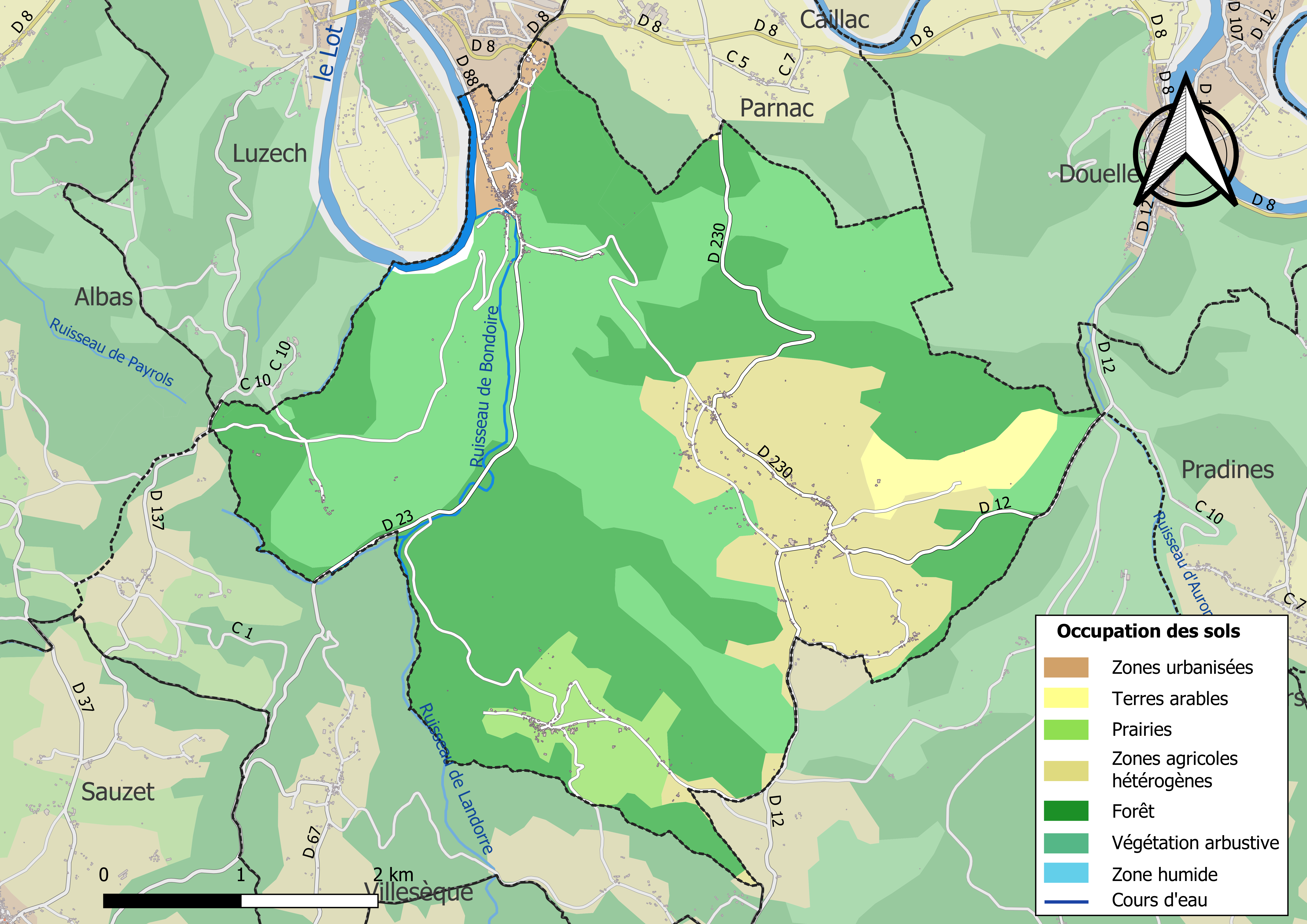
Carte des infrastructures et de l'occupation des sols de la commune en 2018 (CLC).

### Risques majeurs
Le territoire de la commune de Saint-Vincent-Rive-d'Olt est vulnérable à différents aléas naturels : météorologiques (tempête, orage, neige, grand froid, canicule ou sécheresse), inondations, feux de forêts, mouvements de terrains et séisme (sismicité très faible). Il est également exposé à un risque technologique, la rupture d'un barrage. Un site publié par le BRGM permet d'évaluer simplement et rapidement les risques d'un bien localisé soit par son adresse soit par le numéro de sa parcelle.

#### Risques naturels
La commune fait partie du territoire à risques importants d'inondation (TRI) de Cahors, regroupant quatorze communes concernées par un risque de débordement du Lot et du ruisseau du Bartassec, un des 18 TRI qui ont été arrêtés fin 2012 sur le bassin Adour-Garonne. L'événement passé le plus significatif est la crue des 9 et 10 mars 1927 où le Lot a atteint 8,90 m à Cahors après une montée très rapide des eaux. Seules les crues de 1783 et 1833 ont dépassé ces valeurs. Les dégâts ont été très importants. Deux crues survenues sur le Bartassec en 1996 et 2010 ont eu un très fort impact sur les activités économiques de l'agglomération de Cahors. Des cartes des surfaces inondables ont été établies pour trois scénarios : fréquent (crue de temps de retour de dix ans à trente ans), moyen (temps de retour de 100 ans à 300 ans) et extrême (temps de retour de l'ordre de 1 000 ans, qui met en défaut tout système de protection). La commune a été reconnue en état de catastrophe naturelle au titre des dommages causés par les inondations et coulées de boue survenues en 1982, 1996, 1999, 2003 et 2021,.
Saint-Vincent-Rive-d'Olt est exposée au risque de feu de forêt. Un plan départemental de protection des forêts contre les incendies a été approuvé par arrêté préfectoral le 30 novembre 2015 pour la période 2015-2025. Les propriétaires doivent ainsi couper les broussailles, les arbustes et les branches basses sur une profondeur de 50 mètres, aux abords des constructions, chantiers, travaux et installations de toute nature, situées à moins de 200 mètres de terrains en nature
de bois, forêts, plantations, reboisements, landes ou friches. Le brûlage des déchets issus de l’entretien des parcs et jardins des ménages et des collectivités est interdit. L’écobuage est également interdit, ainsi que les feux de type méchouis et barbecues, à l’exception de ceux prévus dans des installations fixes (non situées sous couvert d'arbres) constituant une dépendance d'habitation.

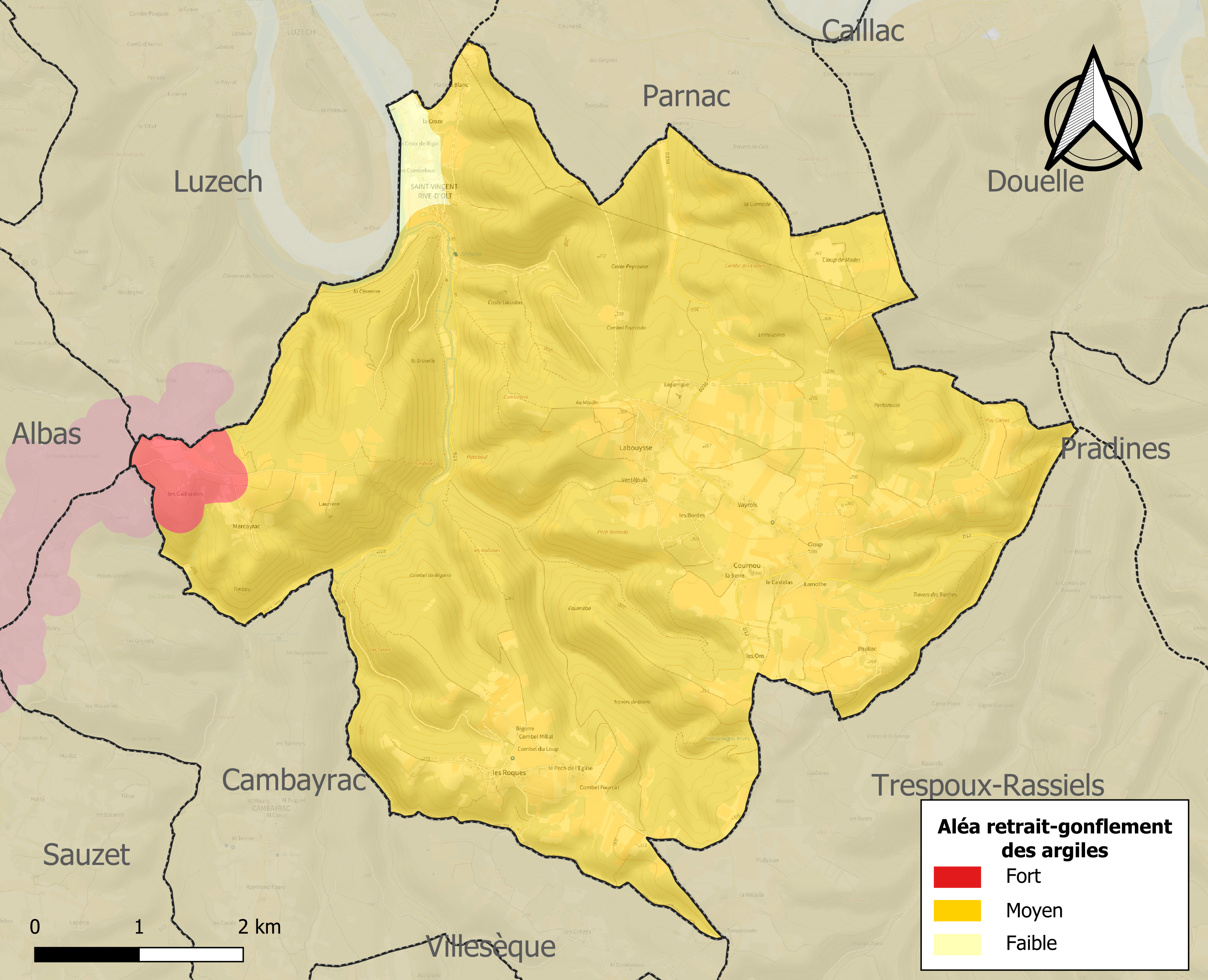
Carte des zones d'aléa retrait-gonflement des sols argileux de Saint-Vincent-Rive-d'Olt.

Les mouvements de terrains susceptibles de se produire sur la commune sont des affaissements et effondrements liés aux cavités souterraines (hors mines), des éboulements, chutes de pierres et de blocs et des tassements différentiels. Par ailleurs, afin de mieux appréhender le risque d’affaissement de terrain, l'inventaire national des cavités souterraines permet de localiser celles situées sur la commune.
Le retrait-gonflement des sols argileux est susceptible d'engendrer des dommages importants aux bâtiments en cas d’alternance de périodes de sécheresse et de pluie. 98,9 % de la superficie communale est en aléa moyen ou fort (67,7 % au niveau départemental et 48,5 % au niveau national). Sur les 355 bâtiments dénombrés sur la commune en 2019, 311 sont en aléa moyen ou fort, soit 88 %, à comparer aux 72 % au niveau départemental et 54 % au niveau national. Une cartographie de l'exposition du territoire national au retrait gonflement des sols argileux est disponible sur le site du BRGM,.
Par ailleurs, afin de mieux appréhender le risque d’affaissement de terrain, l'inventaire national des cavités souterraines permet de localiser celles situées sur la commune.
Concernant les mouvements de terrains, la commune a été reconnue en état de catastrophe naturelle au titre des dommages causés par des mouvements de terrain en 1999.

#### Risques technologiques
La commune est en outre située en aval des barrages de Grandval et de Sarrans, des ouvrages de classe A disposant d'une retenue de respectivement 270,6 millions et 296 millions de mètres cubes. À ce titre elle est susceptible d’être touchée par l’onde de submersion consécutive à la rupture d'un de ces ouvrages.

## Toponymie
Le toponyme Saint-Vincent-Rive-d'Olt, en occitan Sent Vincent Riba d'Olt, est basé sur l'hagiotoponyme chrétien Vincent de Saragosse (Vincentius). La dénomination occitane Rive-d'Olt indique que le village est situé au bord du Lot.

## Histoire
La commune s'appelait en 1793 Saint Vincent, puis ce n'est qu'en 1901 qu'elle a pris le nom de Saint-Vincent-Rive-d'Olt.

## Politique et administration

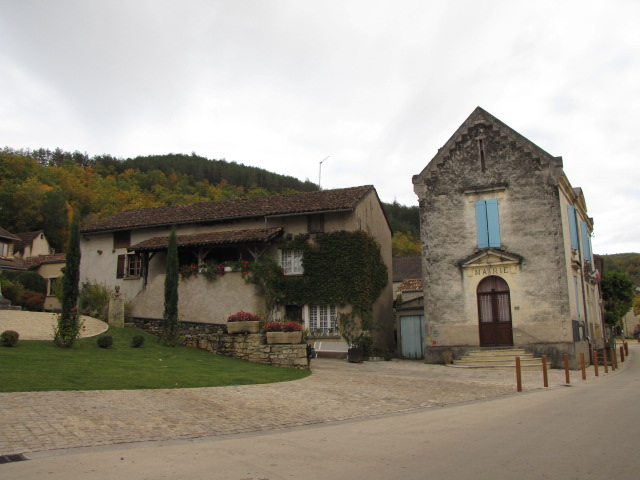

| Période                                  | Période  | Identité        | Étiquette | Qualité |
| ---------------------------------------- | -------- | --------------- | --------- | ------- |
| avant 1995                               | ?        | Ferdinand Jelen |           |         |
| mars 2001                                | 2014     | Claude Courtiol |           |         |
| mars 2014                                | En cours | Raoul Debar     | RDG       |         |
| Les données manquantes sont à compléter. |          |                 |           |         |

## Démographie
L'évolution du nombre d'habitants est connue à travers les recensements de la population effectués dans la commune depuis 1793. Pour les communes de moins de 10 000 habitants, une enquête de recensement portant sur toute la population est réalisée tous les cinq ans, les populations de référence des années intermédiaires étant quant à elles estimées par interpolation ou extrapolation. Pour la commune, le premier recensement exhaustif entrant dans le cadre du nouveau dispositif a été réalisé en 2008.

En 2022, la commune comptait 432 habitants, en évolution de −2,7 % par rapport à 2016 (Lot : +1,31 %, France hors Mayotte : +2,11 %).
| 1793  | 1800  | 1806  | 1821  | 1831  | 1836  | 1841  | 1846  | 1851  |
| ----- | ----- | ----- | ----- | ----- | ----- | ----- | ----- | ----- |
| 1 023 | 1 125 | 1 149 | 1 280 | 1 354 | 1 307 | 1 264 | 1 288 | 1 276 |

| 1856  | 1861  | 1866  | 1872  | 1876  | 1881  | 1886  | 1891 | 1896 |
| ----- | ----- | ----- | ----- | ----- | ----- | ----- | ---- | ---- |
| 1 259 | 1 267 | 1 304 | 1 304 | 1 342 | 1 204 | 1 081 | 980  | 858  |

| 1901 | 1906 | 1911 | 1921 | 1926 | 1931 | 1936 | 1946 | 1954 |
| ---- | ---- | ---- | ---- | ---- | ---- | ---- | ---- | ---- |
| 803  | 743  | 691  | 613  | 589  | 540  | 528  | 440  | 436  |

| 1962 | 1968 | 1975 | 1982 | 1990 | 1999 | 2006 | 2008 | 2013 |
| ---- | ---- | ---- | ---- | ---- | ---- | ---- | ---- | ---- |
| 372  | 354  | 357  | 400  | 417  | 428  | 474  | 487  | 459  |

| 2018 | 2022 | - | - | - | - | - | - | - |
| ---- | ---- | - | - | - | - | - | - | - |
| 442  | 432  | - | - | - | - | - | - | - |

## Économie

### Revenus
En 2018, la commune compte 215 ménages fiscaux, regroupant 436 personnes. La médiane du revenu disponible par unité de consommation est de 21 890 € (20 740 € dans le département).

### Emploi
|                | 2008 | 2013 | 2018 |
| -------------- | ---- | ---- | ---- |
| Commune        | 4,5  | 7,8  | 10,1 |
| Département    | 7,3  | 8,9  | 9,6  |
| France entière | 8,3  | 10   | 10   |

En 2018, la population âgée de 15 à 64 ans s'élève à 278 personnes, parmi lesquelles on compte 77 % d'actifs (66,9 % ayant un emploi et 10,1 % de chômeurs) et 23 % d'inactifs,. En  2018, le taux de chômage communal (au sens du recensement) des 15-64 ans est supérieur à celui du département et de la France, alors qu'en 2008 la situation était inverse.
La commune fait partie de la couronne de l'aire d'attraction de Cahors, du fait qu'au moins 15 % des actifs travaillent dans le pôle,. Elle compte 47 emplois en 2018, contre 56 en 2013 et 61 en 2008. Le nombre d'actifs ayant un emploi résidant dans la commune est de 186, soit un indicateur de concentration d'emploi de 25,2 % et un taux d'activité parmi les 15 ans ou plus de 53,2 %.
Sur ces 186 actifs de 15 ans ou plus ayant un emploi, 34 travaillent dans la commune, soit 18 % des habitants. Pour se rendre au travail, 89,8 % des habitants utilisent un véhicule personnel ou de fonction à quatre roues, 1,1 % les transports en commun, 4,9 % s'y rendent en deux-roues, à vélo ou à pied et 4,3 % n'ont pas besoin de transport (travail au domicile).

### Activités hors agriculture

#### Secteurs d'activités
Vingt-trois établissements sont implantés  à Saint-Vincent-Rive-d'Olt au 31 décembre 2019.
Le secteur du commerce de gros et de détail, des transports, de l'hébergement et de la restauration est prépondérant sur la commune puisqu'il représente 30,4 % du nombre total d'établissements de la commune (sept sur les vingt-trois entreprises implantées  à Saint-Vincent-Rive-d'Olt), contre 29,9 % au niveau départemental.

#### Entreprises et commerces
Viticulture : Cahors (AOC). Les produits régionaux sont les fromages de Rocamadour et le Bleu des Causses ainsi que les noix du Périgord.

### Agriculture
La commune est dans les Causses », une petite région agricole occupant une grande partie centrale du département du Lot. En 2020, l'orientation technico-économique de l'agriculture  sur la commune est la viticulture.
|               | 1988 | 2000 | 2010 | 2020 |
| ------------- | ---- | ---- | ---- | ---- |
| Exploitations | 31   | 21   | 19   | 12   |
| SAU (ha)      | 388  | 422  | 413  | 311  |

Le nombre d'exploitations agricoles en activité et ayant leur siège dans la commune est passé de 31 lors du recensement agricole de 1988  à 21 en 2000 puis à 19 en 2010 et à 12 en 2020, soit une baisse de 61 % en 32 ans. Le même mouvement est observé à l'échelle du département qui a perdu pendant cette période 60 % de ses exploitations,. La surface agricole utilisée sur la commune a également diminué, passant de 388 ha en 1988 à 311 ha en 2020. Parallèlement la surface agricole utilisée moyenne par exploitation a augmenté, passant de 13 à 26 ha.

## Culture locale et patrimoine

### Lieux et monuments

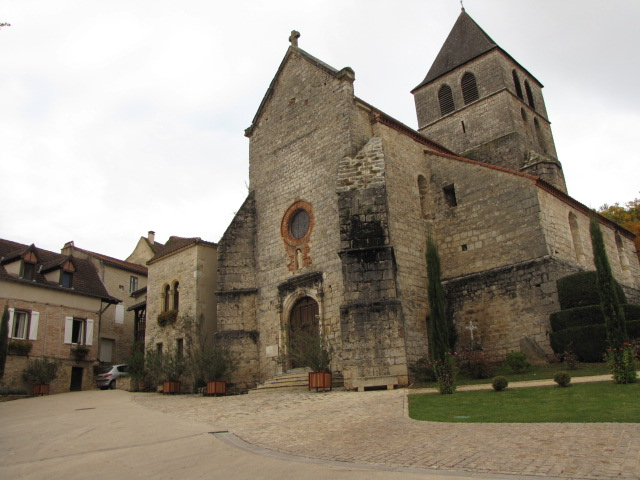
Église.

- Église Saint-Vincent[36]. L'édifice a été inscrit au titre des monuments historiques en 2015[37]. Plusieurs objets sont référencés dans la base Palissy[37].
- Église Saint-Nazaire de Cournou. L'édifice est référencé dans la base Mérimée et à l'Inventaire général de la région Occitanie[38]. Plusieurs objets sont référencés dans la base Palissy[38].
- Église Saint-Nicolas des Roques.
- Chapelle Notre-Dame-de-Bon-Secours de Saint-Vincent-Rive-d'Olt.
- Maison Guilhou et Maison Peindariès, du XVIe siècle
- Buste en bronze en hommage à l'écrivain Léon Lafage, statue installée en 1958 sur la place de l'Église[39]
- Les moulins de Saint-Vincent (les moulins du bas autrefois fortifié, du milieu qui appartenait à la cure, et du haut, propriété de la famille Lafage) : les vestiges appartiennent à des propriétés privées[40].
- Le château, qui comprend deux tours carrées.
- Menhir de la Pierre-Levée : menhir de 2,55 mètres de haut pour 1,60 mètre de large avec un trou ovale dans la partie haute.

### Personnalités liées à la commune
- Famille Guilhou (maison Guilhou du XVIe siècle)
- Jean-Baptiste Marcenac, acteur de théâtre et de télévision
- Léon Lafage, écrivain, né à Saint-Vincent-Rive-d'Olt en 1874
- Jean-Michel Agar, homme politique du Premier Empire
- Pierre Boudet (homme politique, 1899-1967) ancien sénateur du Lot né à Saint-Vincent-rive d'Olt.

#### Site de l'Insee
1. ↑  « La grille communale de densité », sur le site de l'Insee, 28 mai 2024 (consulté le 28 juin 2024).
2. 1 2  Insee, « Métadonnées de la commune de Saint-Vincent-Rive-d'Olt ».
3. ↑  « Liste des communes composant l'aire d'attraction de Cahors », sur le site de l'Insee (consulté le 28 juin 2024).
4. ↑  Marie-Pierre de Bellefon, Pascal Eusebio, Jocelyn Forest, Olivier Pégaz-Blanc et Raymond Warnod (Insee), « En France, neuf personnes sur dix vivent dans l’aire d’attraction d’une ville », sur le site de l'Insee, 21 octobre 2020 (consulté le 28 juin 2024).
5. ↑  « REV T1 - Ménages fiscaux de l'année 2018 à Saint-Vincent-Rive-d'Olt » (consulté le 5 février 2022).
6. ↑  « REV T1 - Ménages fiscaux de l'année 2018 dans le Lot » (consulté le 5 février 2022).
7. 1 2  « Emp T1 - Population de 15 à 64 ans par type d'activité en 2018 à Saint-Vincent-Rive-d'Olt » (consulté le 5 février 2022).
8. ↑  « Emp T1 - Population de 15 à 64 ans par type d'activité en 2018 dans le Lot » (consulté le 5 février 2022).
9. ↑  « Emp T1 - Population de 15 à 64 ans par type d'activité en 2018 dans la France entière » (consulté le 5 février 2022).
10. ↑  « Base des aires d'attraction des villes 2020 », sur site de l'Insee (consulté le 10 avril 2021).
11. ↑  « Emp T5 - Emploi et activité en 2018 à Saint-Vincent-Rive-d'Olt » (consulté le 5 février 2022).
12. ↑  « ACT T4 - Lieu de travail des actifs de 15 ans ou plus ayant un emploi qui résident dans la commune en 2018 » (consulté le 5 février 2022).
13. ↑  « ACT G2 - Part des moyens de transport utilisés pour se rendre au travail en 2018 » (consulté le 5 février 2022).
14. ↑  « DEN T5 - Nombre d'établissements par secteur d'activité au 31 décembre 2019 à Saint-Vincent-Rive-d'Olt » (consulté le 15 février 2022).
15. ↑  « DEN T5 - Nombre d'établissements par secteur d'activité au 31 décembre 2019 dans le Lot » (consulté le 15 février 2022).

#### Autres sources
1. ↑  Carte IGN sous Géoportail
2. ↑  « Site de la ville de Luzech- 46 », sur Ville de Luzech (consulté le 11 avril 2023).
3. 1 2  Daniel Joly, Thierry Brossard, Hervé Cardot, Jean Cavailhes, Mohamed Hilal et Pierre Wavresky, « Les types de climats en France, une construction spatiale », Cybergéo, revue européenne de géographie - European Journal of Geography, no 501,‎ 18 juin 2010 (DOI 10.4000/cybergeo.23155, lire en ligne, consulté le 14 novembre 2023)
4. ↑  « Zonages climatiques en France métropolitaine. », sur pluiesextremes.meteo.fr (consulté le 14 novembre 2023).
5. ↑  « Orthodromie entre Saint-Vincent-Rive-d'Olt et Anglars-Juillac », sur fr.distance.to (consulté le 14 novembre 2023).
6. ↑  « Station Météo-France « Anglars » (commune d'Anglars-Juillac) - fiche climatologique - période 1991-2020 », sur donneespubliques.meteofrance.fr (consulté le 14 novembre 2023).
7. ↑  « Station Météo-France « Anglars » (commune d'Anglars-Juillac) - fiche de métadonnées. », sur donneespubliques.meteofrance.fr (consulté le 14 novembre 2023).
8. ↑  « Climadiag Commune : diagnostiquez les enjeux climatiques de votre collectivité. », sur meteofrance.fr, novembre 2022 (consulté le 14 novembre 2023).
9. ↑  « Liste des ZNIEFF de la commune de Saint-Vincent-Rive-d'Olt », sur le site de l'Inventaire national du patrimoine naturel (consulté le 2 septembre 2021).
10. ↑  « ZNIEFF le « cours inférieur du Lot » - fiche descriptive », sur le site de l'inventaire national du patrimoine naturel (consulté le 2 septembre 2021).
11. ↑  « ZNIEFF les « gorges de Landorre, vallée du ruisseau de Bondoire et combes tributaires » - fiche descriptive », sur le site de l'inventaire national du patrimoine naturel (consulté le 2 septembre 2021).
12. ↑  « ZNIEFF le « pech de Barreau, Barnac, vallées des ruisseaux de Flottes et d'Auronne et combes tributaires » - fiche descriptive », sur le site de l'inventaire national du patrimoine naturel (consulté le 2 septembre 2021).
13. ↑  « CORINE Land Cover (CLC) - Répartition des superficies en 15 postes d'occupation des sols (métropole). », sur le site des données et études statistiques du ministère de la Transition écologique. (consulté le 14 avril 2021).
14. 1 2 3  « Les risques près de chez moi - commune de Saint-Vincent-Rive-d'Olt », sur Géorisques (consulté le 17 octobre 2022).
15. ↑  BRGM, « Évaluez simplement et rapidement les risques de votre bien », sur Géorisques (consulté le 13 septembre 2022).
16. ↑  « Liste des territoires à risque important d'inondation (TRI) de 2012 sur le bassin Adour-Garonne », sur occitanie.developpement-durable.gouv.fr (consulté le 13 septembre 2022).
17. ↑  « cartographie des risques d'inondations du TRI de Cahors » [PDF], sur occitanie.developpement-durable.gouv.fr (consulté le 13 septembre 2022).
18. ↑  « Dossier départemental des risques majeurs dans le Lot », sur lot.gouv.fr (consulté le 13 septembre 2022), partie 1 -  chapitre Risque inondation.
19. ↑  « Dossier départemental des risques majeurs dans le Lot », sur lot.gouv.fr (consulté le 13 septembre 2022).
20. ↑  « Dossier départemental des risques majeurs dans le Lot », sur lot.gouv.fr (consulté le 13 septembre 2022), chapitre Mouvements de terrain.
21. 1 2  « Liste des cavités souterraines localisées sur la commune de Saint-Vincent-Rive-d'Olt », sur georisques.gouv.fr (consulté le 13 septembre 2022).
22. ↑  « Retrait-gonflement des argiles », sur Observatoire national des risques naturels (consulté le 13 septembre 2022).
23. ↑  Article R214-112 du code de l’environnement
24. ↑  « barrage de Grandval », sur barrages-cfbr.eu (consulté le 13 septembre 2022).
25. ↑  « barrage de Sarrans », sur barrages-cfbr.eu (consulté le 13 septembre 2022).
26. ↑  « Dossier départemental des risques majeurs dans le Lot », sur lot.gouv.fr (consulté le 13 septembre 2022), chapitre Risque rupture de barrage.
27. ↑  Gaston Bazalgues, À la découverte des noms de lieux du Quercy : Toponymie lotoise, Gourdon, Éditions de la Bouriane et du Quercy, juin 2002, 127 p. (ISBN 2-910540-16-2), p. 123.
28. ↑  L'organisation du recensement, sur insee.fr.
29. ↑  Calendrier départemental des recensements, sur insee.fr.
30. ↑  Des villages de Cassini aux communes d'aujourd'hui sur le site de l'École des hautes études en sciences sociales.
31. ↑  Fiches Insee - Populations de référence de la commune pour les années 2006, 2007, 2008, 2009, 2010, 2011, 2012, 2013, 2014, 2015, 2016, 2017, 2018, 2019, 2020, 2021 et 2022.
32. ↑  « Les régions agricoles (RA), petites régions agricoles(PRA) - Année de référence : 2017 », sur agreste.agriculture.gouv.fr (consulté le 15 février 2022).
33. ↑  Présentation des premiers résultats du recensement agricole 2020, Ministère de l’agriculture et de l’alimentation, 10 décembre 2021
34. 1 2  « Fiche de recensement agricole - Exploitations ayant leur siège dans la commune de Saint-Vincent-Rive-d'Olt - Données générales », sur recensement-agricole.agriculture.gouv.fr (consulté le 15 février 2022).
35. ↑  « Fiche de recensement agricole - Exploitations ayant leur siège dans le département du Lot » (consulté le 15 février 2022).
36. ↑  « Site de la ville de Luzech- 46 », sur Ville de Luzech (consulté le 11 avril 2023).
37. 1 2  « Eglise Saint-Vincent », sur pop.culture.gouv.fr (consulté le 11 juin 2021).
38. 1 2  « Église paroissiale Saint-Nazaire », sur pop.culture.gouv.fr (consulté le 11 juin 2021).
39. ↑  « Site de la ville de Luzech- 46 », sur Ville de Luzech (consulté le 11 avril 2023).
40. ↑  « Site de la ville de Luzech- 46 », sur Ville de Luzech (consulté le 11 avril 2023).